# インテリジャパン
IntelliJapan（インテリジャパン）はIntelliCADを開発する企業である。2001年、米国の非営利団体IntelliCAD Technology Consortium発足時のメンバーとなり、日本で初めてAutoCAD互換CADの商品化を行う。

## 沿革
- 2001年 8月 インテリジャパン有限会社を設立。
- 2001年 9月 IntelliCAD3を発売。
- 2003年 6月 IntelliCAD4を発売。。
- 2004年11月 1000万円に増資。株式会社に組織変更。
- 2005年 3月 IntelliCAD5を発売。
- 2005年12月 累積出荷本数が10,000シート達成。
- 2006年 7月 IntelliCAD6を発売。
- 2008年 8月 2000万円に増資。
- 2009年 6月 ASP・SaaSに対応したIJCAD.Webを販売開始。
- 2011年 1月 IJCADX を発売。
- 2012年 1月 IJCAD8 を発売。
- 2012年12月 IJCAD 2013 を発売。
- 2014年 2月 IJCAD 2014 を発売。
- 2014年12月 IJCAD Mechanical を発売。
- 2015年 2月 IJCAD 2015 を発売。
- 2015年11月 IJCAD Electrical を発売。
- 2016年 2月 IJCAD 2016 を発売。

## 主な製品
- IJCAD STD
  - 2次元 作図・設計用CAD、JW_CADの読み書き、CADプラットフォーム
- IJCAD PRO
  - STD の機能に加えて、ACIS 3Dソリッドモデルやダイナミックブロックの作成をサポート
- IJCAD ソリューション製品他
  - IJCAD Mechanical（機械設計用）
  - IJCAD Civil（土木設計用）
  - IJCAD Electrical（電気制御設計用）
  - IJCAD Mobile（iPhone/iPad対応）